# サアディー・トゥーマ・アッバース
サアディー・トゥーマ・アッバース・アル＝ジュブーリー（Saadi Tuma Abbas al-Juburi）は、イラクの元軍人。元軍事担当大統領顧問。陸軍中将。
イラク南部のヒッラにて出生。　イラン・イラク戦争下の、1985年3月、第1参謀次長（訓練担当）として、イラク軍第7軍団を率いて前線で直接指揮を執り、ハウイザ湿地帯におけるイラン軍の攻勢を押し止め、イラン軍を撃退した功績を持つ（ヘイバル作戦）。　1986年6月には、イラン軍がメヘラーンを奪回した直後に、イラク第一特別部隊「アッラーフ・アクバル」というシーア派住民の志願兵で作る部隊の司令官として活躍した（メヘラーンの戦い）。　アッバース自身もシーア派のイスラーム教徒である。
塹壕戦の戦術家としても知られ、これにより侵攻してくるイラン軍からバスラを防衛した（ラマダン作戦）。このイラン・イラク戦争中の経験から、湾岸戦争でも多国籍軍に対して塹壕戦術を採用した。
湾岸危機の最中の1990年12月に、参謀次長から国防大臣に任命され、1991年4月までこの職にあった。1996年から2002年まで労働社会問題大臣を務めた後、同年に軍事担当大統領顧問に就任。フセイン政権崩壊までこのポストにあった。
2004年10月19日、1991年の国防相時に政権に蜂起したシーア派住民の大量虐殺に関与したとして逮捕され、2007年8月21日、被告としてイラク高等法廷の公判に出廷。2008年12月2日に、禁固15年の判決を受けている。